# Clausicella molitor
Clausicella molitor là một loài ruồi trong họ Tachinidae.